# Parakai
La ville de Parakai  est une localité de l’Île du Nord de la Nouvelle-Zélande.

## Situation
La ville est située à 43 kilomètres (soit 27 miles) au nord-ouest du centre de la ville d’Auckland, près de l’extrémité sud du mouillage de Kaipara Harbour (en).
La ville d’Helensville est à environ 3 km (soit 2 miles) vers le sud-est, et la ville de Waioneke de Île du Nord  est à 22 km (soit 14 miles) vers le nord-ouest,.

## Population
La population de la ville de Parakai et de ses environs, était de 1617 habitants lors du recensement de 2013 en Nouvelle-Zélande, en augmentation de 18 %  par rapport au recensement de 2006 en Nouvelle-Zélande,.

## Économie
La zone environnante, en particulier au nord et à l’ouest est constituée de fermes laitières, d’élevages de moutons et d’élevages de cerfs.
Au début des années 1900, une petite laiterie connue sous le nom de « Ambury and English's Creamery » existait déjà au niveau de Parakai au coin de ‘Fordyce road’ et de la route principale de ‘South Head’.

## Installations
Le «Marae d’ Haranui » est situé à 6 km au nord de la localité de Parakai.
Le aérodrome de West Auckland (en), est un terrain d’aviation générale  situé à 2 km au nord de la localité de Parakai.
C’est un terrain populaire pour le parachutage.
Le « Parakai Rugby Club » exista entre 1918 et 1937, avant d’être amalgamé avec le club « Helensville Rugby » en 1943.

## Éducation
L’école de « Parakai School », qui ouvrit en 1958  est une école primaire mixte accueillant les enfants de l’année 1 à 8, avec un taux de décile de 3 et un effectif de 170 élèves.
La zone d’attraction de la communauté de l’école de Parakai est accessible à partir du secteur plat entourant la rivière Kaipara et en remontant sur la péninsule dite « South Head » de Kaipara.

## Bassin géothermique
Parakai est notable pour ses sources d’eau chaudes avec un géo thermalisme de jaillissement d’eau minérale naturelle.
Il y a des activités complexes dans les bassins telles que Parakai Springs.
Ces bassins sont remplis à partir de trous, qui sont alimentés par des aquifères géothermiques qui siègent dans le grès fracturé dit de « Waitemata » et les sédiments alluviaux compacts, qui les recouvrent.

## Histoire
Parakai est située dans le Rohe  des Ngāti Whatua (en), dont on pense qu’ils avaient déjà colonisé le secteur vers les années 925 AD.
Il y a peu de traces de l’histoire de l’utilisation de ces sources par les Māori, bien qu’il soit certain qu’elles étaient connues par les iwi locaux des Ngāti Whatua (en), qui en ont fait usage dans la ville voisine de Helensville.
En 1864, Robert Mair  'découvrit' les sources chaudes, qui à cette époque consistaient en un bassin d’eau naturellement chaude.
En 1905, un puits fut creusé à 20 mètres de profondeur et une année plus tard une maison de bains fut construite.
Ce fut le début de 25 ans  d’investissements et de tourisme dans les bassins d’eau chaude dans le secteur et plus largement au niveau de Parakai, qui à son summum, comprenait une réserve contenant un « Institut de Massage » avec 24 bains privés et une piscine pour hommes et femmes.
Lors de la déflation économique en rapport avec la Grande dépression et le début de la deuxième guerre mondiale, le nombre des visiteurs présenta une chute importante et en 1958, deux des maisons de la direction furent détruites par le feu et la piscine fut fermée.